# Sinpo
Ne doit pas être confondu avec Sin Po.
Sinpo, ou Sinpho selon la romanisation officielle, (/ɕin.pʰo/) est une ville portuaire nord-coréenne, située dans la province du Sud Hamgyong, sur la mer du Japon. Sa population, dans les années 2000, est estimé à 158 000 habitants.
L'accord sur le nucléaire nord-coréen, aujourd'hui dans l'impasse, prévoyait l'implantation de centrales nucléaire à eau légère dans cette ville par l'Organisation de développement énergétique coréenne. Des travaux ont eu lieu de 1998 à 2003.

## Historique des députations de la circonscription de Sinpho (520e)
- XIe législature (2003-2009) : Phil Young Keun
- XIIe législature (2009-2014) : Ri Sung Ho
- XIIIe législature (2014-2019) : Song Chun Seop